# 共和三年宪法
共和三年宪法，亦称1795年宪法，是法国国民公会在共和三年果月五日（1795年8月22日）通过，并于同年9月6日经过公投通过的宪法，该法创立了督政府。宪法的序言是1795年的公民的权利与责任宣言。
该宪法直到1799年的雾月政变前还依然有效。它比失败的法国1793年宪法更加温和。共和三年宪法建立了一个选举权建立于缴税数额之上的温和共和国，这点与法国1791年宪法相似。宪法还规定设立一个两院制立法机构（元老院和五百人院）来减缓立法的进程；以及一个五人督政府。为了缓和民众运动，宪法恢复了两级选举制。中央政府持有巨大权力，包括紧急禁止新闻自由和结社自由的权力。开篇的公民的权利与责任宣言包括了对奴隶制的明确禁止。这部宪法最终被共和八年宪法取代，后者建立了执政府。